# Filipe Machado
Filipe José Machado (Gravataí, 13 marzo 1984 – La Unión, 28 novembre 2016) è stato un calciatore brasiliano con passaporto italiano, di ruolo difensore.

## Carriera

### Club
Filipe Machado comincia a giocare a futsal nel Lindóia Ténis Clube; dopo un breve passaggio nelle giovanili del Gremio, torna a giocare a futsal, nel Sarandi Ténis Clube. Notato durante un torneo di futsal, Filipe Machado compie tutta la trafila nella giovanili dell'Internacional Porto Alegre. Finisce quindi in prestito: la prima metà del campionato 2004 la disputa con il Cachoeira; poi riesce a disputare per la prima volta il Brasileirão con la maglietta della Fluminense. Ritorna più volte all'Internacional, fino al prestito, nel 2005, al Bento Gonçalves.
Lascia la squadra nel 2006, nel tentativo di sbarcare in Europa; Filipe Machado è in prova nel luglio 2006 al Chievo allenato da Bepi Pillon; ma poi si unisce alla squadra spagnola del Pontevedra CF, in Segunda Division.
Nell'estate 2007, ha firmato per l'Uniao Leiria, ma a causa di problemi con l'allenatore, si è trasferito al CSKA Sofia. Diventa subito un idolo della tifoseria, segnando il goal del momentaneo vantaggio nel derby tra CSKA Sofia e Levski Sofia nell'autunno 2007. Nella stagione 2008/2009, Filipe Machado si aggiudica sia la Supercoppa di Bulgaria che il titolo nazionale, indossando la maglietta del CSKA. Con la squadra di Sofia ha disputato anche i preliminari di Champions League, nell'estate 2008, e ha successivamente disputato la Coppa UEFA.
Svincolato, e in seguito a un periodo di prova, Filipe Machado firma un contratto con la  Salernitana nell'agosto 2009. L'11 gennaio rescinde il proprio contratto e firma con l'Albacete Balompié, ma il trasferimento viene annullato e Machado viene ingaggiato dall'Inter Baku.
Morì in seguito a un incidente aereo sul quale viaggiava insieme a tutta la squadra della Chapecoense che si apprestava a giocare la finale della Copa Sudamericana, contro l'Atlético Nacional.

## Palmarès

### Competizioni statali
- Campionato Gaucho: 3

Internacional: 2002, 2003, 2004

### Competizioni nazionali
- Campionato bulgaro: 1

CSKA Sofia: 2007-2008
- Campeonato Brasileiro Série C: 1

Macaé: 2014
- Supercoppa di Bulgaria: 1

CSKA Sofia: 2008

### Competizioni internazionali
- Coppa Sudamericana: 1

Chapecoense: 2016 (postumo)